# Paint 3D
Paint 3D es una aplicación descontinuada desarrollada por Microsoft, incluida en el sistema operativo Windows 10 a partir de la actualización Creators (con nombre clave «Redstone 2» (RS2)) y una de varias aplicaciones de modelado 3D introducidas o mejoradas, junto con Vista 3D, Visor de realidad mixta, Holograms y 3D Builder. 
Desarrollado por el estudio Lift London de Microsoft, Paint 3D es un editor híbrido que toma características de las aplicaciones Microsoft Paint y 3D Builder. Apuesta por simplificar la creación, gestión y de contenidos en 3D y soporta de forma nativa el formato abierto para contenido 3D y GL Transmission Format (gITF).
Microsoft puso en marcha Remix 3D, una comunidad en línea que ofrecía a los usuarios la posibilidad de exportar sus creaciones y compartirlas con la comunidad o descargar objetos 3D creados por otros usuarios. El servicio fue descontinuado en enero de 2020.
En agosto de 2024, Microsoft anunció que el programa estaba en desuso, por lo que ya no recibiría actualizaciones futuras y sería eliminado de Microsoft Store el 4 de noviembre de ese año. Los usuarios que seguían usando el programa verían un aviso en la parte superior anunciando la descontinuación de Paint 3D.

## Historia
En mayo de 2016, se reveló una versión filtrada de la plataforma universal de Windows de Microsoft Paint con una nueva interfaz híbrida de barra lateral y un poco de soporte para objetos 3D. Microsoft implementó una aplicación ficticia llamada Newcastle a través de Microsoft Store para reemplazar las instalaciones de la compilación filtrada.
En octubre de 2016, un usuario en Twitter filtró videos tutoriales oficiales de una próxima versión de Paint para Windows 10. El video muestra nuevas características, como una interfaz completamente renovada con entrada de lápiz en mente, así como la capacidad de crear y modificar modelos 3D básicos.
La versión de la plataforma universal de Windows se anunció oficialmente y se lanzó durante un evento de Surface el 26 de octubre de 2016 como parte de la presentación de la presentación de Windows 10 Creators. La aplicación se puso a disposición de los usuarios de Windows 10 con un número de compilación de 14800 o superior y coexiste con la versión anterior de Paint a partir de la compilación 14955. Microsoft reveló un sitio web de la comunidad para compartir dibujos de pintura, con un enfoque en los nuevos formatos 3D. Además del formato 3D, esta versión introdujo la capacidad de guardar píxeles transparentes en dibujos 2D, adhesivos de imágenes prediseñadas, eliminación(cuando el grupo muera) de fondo, la capacidad de descargar e importar dibujos de la comunidad desde la aplicación, UWP compartir iconos de cinta silueta, nueva barra lateral plana iconos un tema en la aplicación azul-púrpura, la capacidad de cambiar el fondo y videos informativos. Uno de los videos establece inequívocamente que Paint 3D es la evolución de Microsoft Paint, que muestra versiones anteriores de Paint de Windows 1, 3.1, Vista y 10.
Paint 3D reemplazó brevemente a Microsoft Paint en las compilaciones de Windows 14971 y 14986. Sin embargo, debido a las quejas sobre la nueva interfaz y las características que faltan en Paint 3D, el equipo de Windows decidió permitir que las dos aplicaciones coexistan.
En el transcurso del desarrollo las subsecciones de las pegatinas se reorganizan, se añadieron nuevas etiquetas adhesivas, se añadieron formas 2D clásicos adicionales, se añadió una opción para desactivar la pantalla de bienvenida, las barras de desplazamiento se han mejorado, se ha añadido la posibilidad de cambiar el tamaño del lienzo con un ratón, y se habilitaron pegatinas para pegar de forma automática si el usuario cambia a una actividad diferente sin hacer clic en el botón de timbre.
En la actualización de Windows 10 Fall Creators, se lanzó una versión actualizada de Paint 3D en Microsoft Store. Permitió a los usuarios cargar o descargar modelos directamente desde Remix 3D.
A partir de Windows 11, Paint 3D no fue incluido de manera predeterminada, pero siguió estando disponible en Microsoft Store hasta el 4 de noviembre de 2024.

### Windows 10 Mobile
En octubre de 2016 la entonces líder del programa Windows Insider, Dona Sarkar, confirmó que una versión de Paint 3D para Windows 10 Mobile había entrado en etapa alfa de desarrollo.

## Características
Las características más promocionadas de Paint 3D están relacionadas con su compatibilidad con objetos 3D. Paint 3D proporciona personas 3D en stock, animales, formas geométricas, texto y garabatos. Los usuarios pueden rotar objetos, ajustar la ubicación del objeto 3D en las tres dimensiones y aplicar objetos 2D como pegatinas a objetos tridimensionales. El lienzo en sí se puede rotar en el espacio tridimensional u ocultarse, pero no se puede rotar mientras el usuario está editando.
Incluye muchos de los objetos 2D de Microsoft Paint y nuevas "pegatinas" coloridas, que son funcionalmente similares a las formas 2D tradicionales, y patrones que se pueden aplicar al fondo y objetos 3D. Texto 2D está disponible, así como texto en 3D.
Las animaciones pueden guardarse en formatos 2D y 3D y compartirse utilizando la función Compartir de Windows, o a través de One Drive (recomendado por Microsoft como una alternativa a Remix 3D, un servicio en línea de Microsoft que permitía a los usuarios subir sus creaciones, descargar otras y guardar su trabajo en su perfil de Xbox Live). Debido a estas características, Microsoft incluyó un acuerdo de licencia que aparece cuando se lanza la aplicación.
El usuario recibe una pantalla de bienvenida con tutoriales, información sobre Paint 3D y opciones para abrir o iniciar un proyecto. La pantalla puede ser deshabilitada y reactivada.
A diferencia de Microsoft Paint, Paint 3D no admite ventanas múltiples. Ambos admiten listas de accesos directos, pero Paint 3D solo muestra objetos 3D en su lista de accesos directos.

## Recepción
Paint 3D fue elogiado por las nuevas funciones que presentó, su papel en la evolución del soporte 3D de Windows 10, la nueva interfaz de usuario, el soporte mejorado del stylus o estilete y un nivel de innovación que no se ve en el desarrollo de Microsoft Paint. La aplicación se ha utilizado en juegos periféricos, encontrando un nicho en el diseño de juegos.
Sin embargo, los usuarios lo criticaron en Internet y en el centro de comentarios por carecer de algunas de las características de Microsoft Paint, por la falta de herramientas 3D disponibles y por no ser tan fáciles de usar con el mouse y el teclado, especialmente en las primeras iteraciones de la aplicación.